# Bothropolys rugosus
Bothropolys rugosus är en mångfotingart som först beskrevs av Frederik Vilhelm August Meinert 1872.  Bothropolys rugosus ingår i släktet Bothropolys och familjen stenkrypare. Inga underarter finns listade i Catalogue of Life.